# Мотор Сич
«Мотор Сич» (укр. «Мотор Січ») — украинское предприятие, занимающееся разработкой и производством, ремонтом и обслуживанием авиационных газотурбинных двигателей для самолётов и вертолётов, а также промышленных газотурбинных установок.
Штаб-квартира расположена в городе Запорожье.
Название компании укр. «Мотор Січ» использует слово «Січ», которое переводится как «Сечь» (см. например, Запорожская Сечь).
Является членом International Aerospace Quality Group.

## История
Предыдущие названия
В разное время, сначала — в составе российской, затем — советской, а затем — украинской промышленности, предприятие имело следующие названия:
- Завод по выпуску авиационных двигателей иностранных моделей акционерного общества «Дюфлон, Константинович и Ко» (1916—1920),
- Завод «Большевик» (1920—1927),
- Государственный союзный завод № 29 (1927—1933),
- Завод № 29 Народного комиссариата авиационной промышленности / Авиаремонтный завод им. П. И. Баранова (1933—1943),
- Завод № 478 Народного комиссариата → Министерства авиационной промышленности (1943—1954),
- п/я 18 (1954—1962),
- Запорожский моторостроительный завод имени П. И. Баранова (ЗМЗ) (1962—1974),
- Запорожское моторостроительное производственное объединение (1974—1981),
- Запорожское ПО «Моторостроитель» имени Великой Октябрьской социалистической революции (1981—1991),
- Завод «Мотор Сич» (1991),
- АО «Мотор Сич» (1991 — н. в.).

### Российская империя
Предприятие было основано в городе Александровске Екатеринославской губернии Российской империи в 1907 году.
До декабря 1915 года завод выпускал сельскохозяйственные механизмы и инструменты, выполнял различные виды механической обработки, отливал изделия из чугуна и меди.
В период Первой мировой войны России потребовалось наладить производство авиадвигателей и в декабре 1915 акционерное общество «Дюфлон, Константинович и К°» («Дека») выкупило завод и изменило его профиль на производство авиационных двигателей. Уже в августе 1916 года для авиации был изготовлен первый мотор — 6-цилиндровый «Дека М-100» с водяным охлаждением. Его чертежи создали под руководством инженера Воробьёва.

### УССР
- Завод «Большевик» (1920—1927),
- Государственный союзный завод № 29 (1927—1933),
- Завод № 29 Народного комиссариата авиационной промышленности / Авиаремонтный завод им. П. И. Баранова (1933—1943),
- Завод № 478 Народного комиссариата → Министерства авиационной промышленности (1943—1954),
- п/я 18 (1954—1962),
- Запорожский моторостроительный завод имени П. И. Баранова (ЗМЗ) (1962—1974),
- Запорожское моторостроительное производственное объединение (1974—1981),
- Запорожское ПО «Моторостроитель» имени Великой Октябрьской социалистической революции (1981—1991),

### Украина

#### До 2020 года
В 1999 году завод получил статус спецэкспортёра (право на самостоятельный экспорт продукции военного назначения).
В 2009 году «Мотор Сич» подготовила VIP-самолёт на базе пассажирского Ан-74 для ливийского лидера Муаммара Каддафи.
По состоянию на 2010 год ПАО «Мотор Сич» производило и сопровождало в эксплуатации 55 типов и модификаций двигателей для 61 вида самолётов и вертолётов.

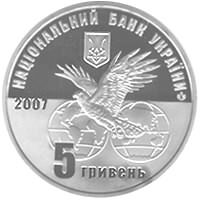
100 лет Мотор Сич (монета). Юбилейная монета Украины (2007). Аверс

Доля «Мотор Сич» на российском рынке в 2009 году составляла 50 %, но в 2010 году снизилась до 30 % (при этом в структуре экспортных поставок «Мотор Сич» стала расти доля азиатских стран — в частности, Китая. Ранее с этой страной было заключено соглашение на поставку 250 двигателей АИ-222-25Ф для учебных самолётов L-15).
В 2009—2011 году проходили переговоры о совместном производстве украинских двигателей МС-500В для учебных вертолётов «Ансат», которые не увенчались успехом. Однако в ноябре 2011 года ПАО «Мотор Сич» и ОАО «Вертолёты России» подписали пятилетний контракт на 1,5 млрд долларов, согласно которому запорожская компания должна была ежегодно поставлять в Россию до 270 двигателей для Ка-31, Ка-32, Ми-17, Ми-8 МТВ, Ми-24, Ми-28.
До марта 2013 года предприятие возглавлял В. А. Богуслаев. С марта 2013 года и. о. председателя совета директоров ПАО «Мотор Сич» стал директор по производству и миноритарный акционер «Мотор Сич» С. А. Войтенко.
В 2013 году «Мотор Сич» занял пятое место в рейтинге ведущих предприятий высокотехнологического машиностроения Украины по уровню управленческих инноваций.
Весной 2014 года правительство Украины запретило военно-техническое сотрудничество с Россией. Затем Президент Украины Пётр Порошенко своим указом № 549/2015 16 сентября ввёл в действие решение СНБО Украины от 2 сентября «О применении персональных специальных и экономических и других ограничительных мер (санкций)». Под санкции попали российские потребители продукции «Мотор Сич», а именно — различных модификаций вертолётных двигателей ТВ3-117, ВК-2500 и вспомогательных силовых установок АИ-9В.
В середине ноября 2014 года, после смены власти на Украине, предприятие «Мотор Сич» заявило о приостановке поставок двигателей для российских крылатых ракет.
В 2017 году начались переговоры о приобретении контрольного пакета акций «Мотор Сич» китайской компанией Beijing Skyrizon Aviation Industry Investment Co; взамен было обещано инвестировать 250 миллионов долларов в развитие производства. Конкурентом выступала американская Oriole Capital Group (в 2017 г. эта компания уже обещала инвестировать 150 млн долларов в Харьковский государственный авиационный завод, ХГАЗ). Именно китайские инвестиции позволили заводу работать после запрета экспорта продукции в Российскую Федерацию.
В 2017 году в Чунцине началось строительство предприятия по производству авиадвигателей, в котором принимает участие «Мотор Сич» и китайская компания «Тяньцзяо». В производстве двигателей будут использованы украинские технологии.
В начале 2018 года Служба безопасности Украины возбудила уголовное дело о вывозе части оборудования «Мотор Сич» в Китай, на новый завод в Чунцыне (23 апреля сотрудники СБУ провели в компании обыски; официальная причина — «диверсия» со стороны руководства компании. В самой компании считают это рейдерским захватом предприятия). Торговля акциями на украинских биржах была заморожена, на акции «Мотор Сич» и реестр акционеров наложили арест, так что завершить сделку не удалось. В августе, после визита в Киев советника президента США по национальной безопасности Джона Болтона, СБУ открыло расследование в отношении «Мотор Сич» по подозрению в «возможной подготовке диверсии и государственной измене на предприятии» (иначе, компанию заподозрили в «нелегальных поставках продукции в Россию»). Сделка с китайцами окончательно сорвалась.
Летом 2019 был предложен ещё один вариант сделки: 25 % акций должны были достаться госпредприятию Укроборонпром, а также в схеме появилась группа DCH, принадлежащая украинскому бизнесмену Александру Ярославскому; в августе 2020 появилась информация, что его компания приобрела у китайских инвесторов более 25 % акций.
В августе 2019 г. СМИ объявили о том, что 50 % акций предприятия выкуплены китайскими компаниями «Skyrizon Aircraft Holdings Limited» и Xinwei Group".
После этого сделку поставил на паузу Антимонопольный комитет Украины (АМКУ), который должен был дать своё одобрение (только после согласия АМКУ предприятие может окончательно быть продано китайцам, в противном случае сделка отменяется).
Согласно российским экспертным оценкам, США, находясь с конца 2010-х в состоянии торговой войны с Китаем, начали прилагать активные усилия, чтобы сорвать сделку по «Мотор Сич» между Украиной и Китаем, чем, среди прочего, занимался приезжавший в конце августа 2019 года в Киев помощник президента США по вопросам нацбезопасности Джон Болтон.

#### 2020-е
7 августа 2020 года, после объявления о подаче в Антимонопольный комитет Украины совместной заявки китайскими инвесторами и группой DCH украинского бизнесмена Александра Ярославского о покупке доли в компании, прокуратура Украины арестовала акции «Мотор Сич».
5 декабря 2020 года китайские инвесторы уведомили украинское правительство об обращении в международный арбитраж; китайская сторона пытается взыскать с Украины 3,5 миллиарда долларов на основании соглашения между Киевом и Пекином о поддержке и взаимной защите инвестиций.
14 января 2021 США ввели против компании «Skyrizon Aircraft» санкции, а 29 января уже и президент Украины Зеленский подписал указ о введении санкций против китайских инвесторов «Мотор Сич» (инвестиционной компании Skyrizon и её основного акционера Ван Цзина); указ предусматривал блокировку активов, ограничение торговых операций, предотвращение вывода капиталов за пределы Украины, запрет сделок с ценными бумагами, эмитенты которых находятся под санкциями.
11 марта 2021 года Совет национальной безопасности Украины (СНБО) под председательством президента Зеленского принял решение о национализации завода (согласно заявлению секретаря СНБО А. Данилюка оно «в ближайшее время будет возвращено в собственность народа законным способом в соответствии с действующим законодательством»).
20 марта Шевченковский районный суд Киева арестовал имущество и 100 % акций предприятия.
24 марта президент Зеленский подписал указ о национализации завода «Мотор Сич».
После этого китайские инвесторы подали в суд на президента Украины В. Зеленского, СБУ и СНБО. Через день МИД КНР потребовал от Украины учесть интересы китайских инвесторов. 29 ноября китайские инвесторы, включая Skyrizon, подали иск в арбитражный суд в Гааге на сумму больше 4,5 млрд долларов.

#### После началавойны в Украине
В мае 2022 года армия России нанесла ракетные удары по цехам завода.
В октябре 2022 года по подозрению в сотрудничестве с Россией были задержаны президент АО «Мотор Сич» Вячеслав Богуслаев и начальник департамента внешнеэкономической деятельности предприятия. Служба безопасности Украины обвинила его в «коллаборационной деятельности» и «пособничестве государству-агрессору». По данным следствия злоумышленники в сговоре с представителями российской корпорации «Ростех» наладили транснациональные каналы незаконной поставки оптовых партий украинских авиадвигателей на российские предприятия. Полученную продукцию Россия использовала для производства и ремонта ударных вертолётов типов Ми-8АМТШ-ВН «Сапсан», Ка-52 «Аллигатор» и Ми-28Н «Ночной охотник». Позже появилась информация, что также Мотор Сич продавали авиадвигатели Ирану в обход санкций.
В ноябре того же года Министерство обороны Украины назначило новое руководство «Мотор Сич».
1 августа 2023 года правительство Украины передало Винницкий авиационный завод под управление «Мотор Сич».
В августе 2023 года российские войска вновь нанесли удар по территории завода в Запорожье.

## Продукция предприятия

### Авиадвигатели самолётные
- Турбореактивные двухконтурные: АИ-22, АИ-222-25, АИ-222К-25(Ф), АИ-25 серии 2Е, АИ-25ТЛ/ТЛК/ТЛШ, Д-18Т серии 1/3/3М, Д-36 серии 1/2А/3А/4А, Д-436 T1/TП/ТП-М, Д-436-148, МС-400
- Винтовентиляторные: Д-27
- Турбовинтовые: АИ-20, АИ-24, МС-14, ТВ3-117ВМА-СБМ1

### Авиадвигатели вертолётные
- Турбовальные: АИ-450М, Д-136 серии 1, Д-136-2, МС-500В, ТВ3-117ВМ, ТВ3-117ВМА, ТВ3-117ВМА-СБМ1В

### Вспомогательные силовые установки
Газотурбинные двигатели АИ-8, АИ-9, АИ-9В, АИ9-3Б, АИ-450-МС

### Наземные газотурбинные двигатели
- Д-336-1/2/2Т мощностью 6,3 МВт
- АИ-336-1/2 мощностью 8 МВт
- АИ-336-1/-2-10 мощностью 10 МВт

### Газотурбинные электростанции
- «Мотор Сич ЭГ-1000»
- ПАЭС-2500, ЭГ-2500Т
- «Мотор Сич ЭГ-6000, ЭГ-8000»

### Товары народного потребления
Среди продукции разнообразные товары народного потребления, в том числе
- Лодочные подвесные моторы «Мотор Сич-40».
- Механические мясорубки и насадки к ним, в частности, соковыжималки.
- Молочные сепараторы.
- Мотоблоки для агротехники.
- Мотопилы.
- Бензиновые паяльные лампы.

## Структура «Мотор Сич»
В соответствии с Уставом в состав акционерного общества «Мотор Сич» без права юридического лица с правом открытия текущих или расчётных счетов входят обособленные подразделения — структурные единицы:
| - Запорожский моторостроительный завод - Запорожский машиностроительный завод имени В. И. Омельченко - Волочисский машиностроительный завод - Киевский агрегатный завод - Винницкий авиационный завод - Лубенский станкостроительный завод - Оршанский авиаремонтный завод (Республика Беларусь) - Вертолёты Мотор Сич | - Авиакомпания «Мотор Сич» - Управление строительства и социального развития - Комбинат питания - Оздоровительный комплекс «Прибой» - Оздоровительный комплекс «Мотор» - Оздоровительный комплекс «Маяк» - «Калибровочный центр» - Спортивный комплекс - Санаторий-профилакторий - Фирменный салон - Медико-санитарная часть - Центр дошкольного образования - Санаторий «Радуга» |

Дочерними предприятиями «Мотор Сич» являются:
- Гуляйпольский машиностроительный завод
- Гуляйпольский механический завод
- Лебединский моторостроительный завод

### Запорожский моторостроительный завод

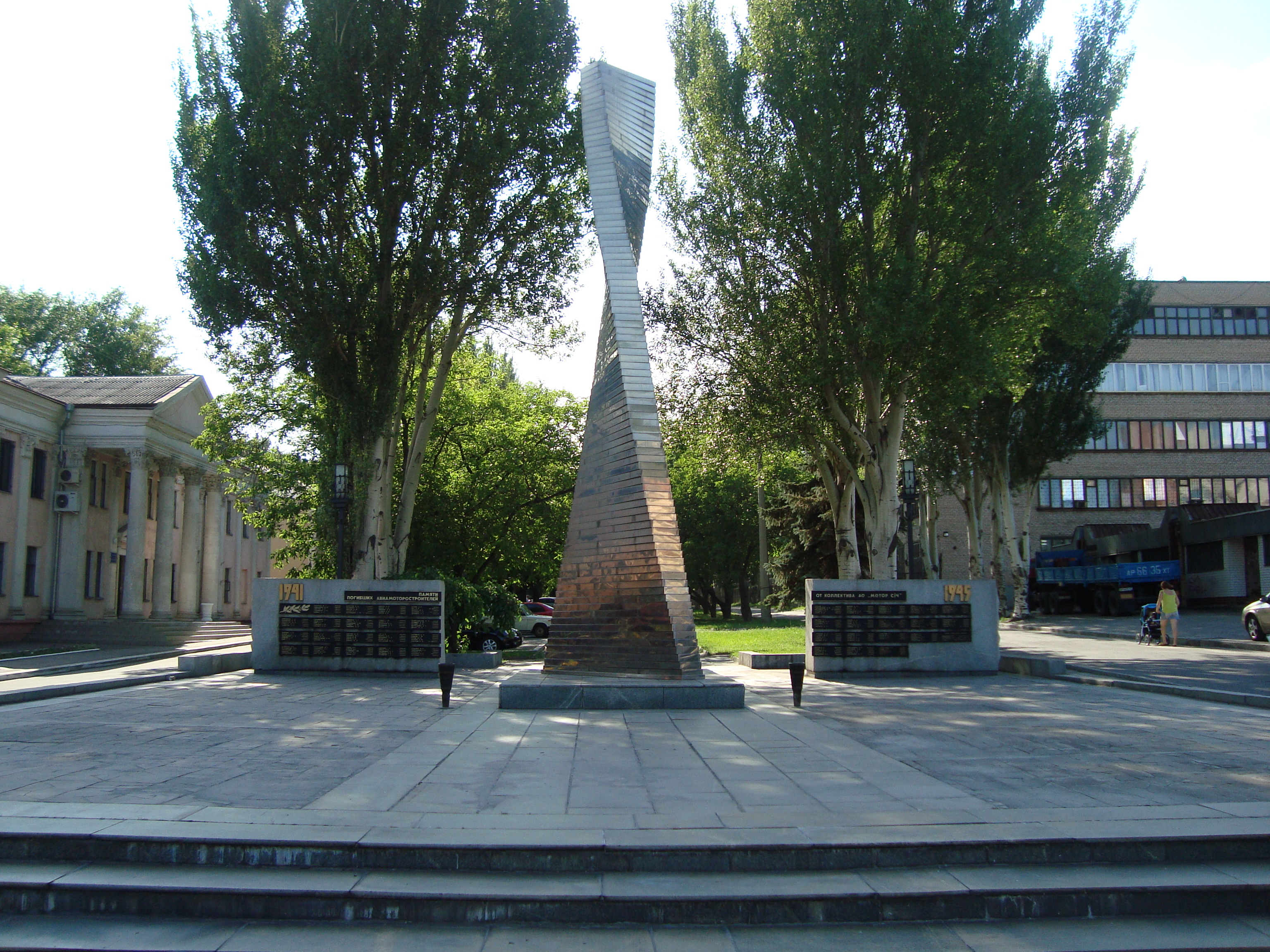
Памятник героям-моторостроителям

История головного завода берёт начало с момента организации в 1907 году в г. Александровске (с 1921 года — г. Запорожье) завода «Дека». Главная структурная единица предприятия производила авиадвигатели, осуществляла их ремонт и обслуживание, изготавливала приводы для газо- и нефтеперекачивающих агрегатов, передвижные автоматизированные электростанции, ряд товаров народного потребления.
В советское время завод также носил название: моторный завод № 29.

### Запорожский машиностроительный завод имени В. И. Омельченко
В связи с освоением производства крупногабаритных двигателей Д-18Т на правобережной площадке (г. Запорожье) были построены новая испытательная станция, современный литейный цех точного литья деталей из жаропрочных сплавов и ряд других цехов, на базе которых в 1988 году был создан Запорожский машиностроительный завод.
Основное направление деятельности завода — литейное производство, испытание двигателей Д-18Т. Также на заводе изготавливаются газотурбинные электростанции мощностью 1000, 6000 кВт.

### Снежнянский машиностроительный завод
В 1970 году в г. Снежное Донецкой обл. был организован первый филиал завода, который в 1974 году был преобразован в Снежнянский машиностроительный завод. СМЗ был первым в отрасли специализированным заводом по производству лопаток газотурбинных двигателей.
Завод выпускает детали для авиационных двигателей (диски компрессоров, лопатки компрессоров и турбин), детали и узлы для горно-шахтного оборудования, товары народного потребления.
По состоянию на 2013 год на заводе работало более 3000 человек.
Возглавляет завод директор Недашковский Александр Петрович, депутат Донецкого областного совета.
Публичное акционерное общество «МОТОР СИЧ» заявило об утрате с 20.12.2017 г. контроля над управлением активами обособленного подразделения «Снежнянский машиностроительный завод», находящегося на неконтролируемой Украиной территории Донецкой области.

### Волочиский машиностроительный завод
В 1971 году в Волочиске Хмельницкой области был создан Волочиский машиностроительный завод. Основная задача созданного завода — обеспечение сборки авиадвигателей многотиражными деталями и метизами, изготовление технологической оснастки.
На ВМЗ организован цех по изготовлению передвижных автоматизированных электростанций ПАЭС-2500, ремонт двигателей АИ-20 и его модификаций АИ-20ДКЭ, АИ-20ДКН, АИ-20ДМЭ, АИ-20ДМН.
Кроме этого, ВМЗ выпускает автозапчасти, ряд товаров сельскохозяйственной группы.

### Лубенский станкостроительный завод
С апреля 2012 ОАО «Шлифверст» вошёл в состав «Мотор Сич» и получил название «Лубенский станкостроительный завод». Основной продукцией завода являются круглошлифовальные станки с различным уровнем автоматизации, от станков с ручным управлением до станков с современными ЧПУ. Также завод успешно освоил капитальный ремонт и модернизацию (с восстановления норм точности) станков токарных, плоскошлифовальных, вертикально-фрезерных, обрабатывающих центров и других металлорежущих станков.

### Авиакомпания «Мотор Сич»
Авиакомпания «Мотор Сич» создана в 1991 году и является одним из подразделений в составе ПАО «Мотор Сич». Авиакомпания оснащена пассажирскими и транспортными самолётами и вертолётами. Самолётный парк авиакомпании составляют: Як-40, Як-42, Ан-12, Ан-24, Ан-26, Ан-74ТК-200, Ан-140.

## Участие в объединениях организаций

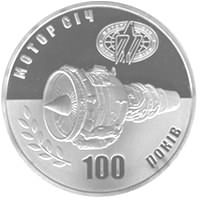
100 лет Мотор Сич (монета). Юбилейная монета Украины (2007). Реверс

По состоянию на 2016 год предприятие «Мотор Сич» являлось участником следующих объединений:
- Ассоциация предприятий авиапромышленности Украины «Укравиапром» (Украина)
- «Межрегиональная ассоциация промышленников Украины» (Украина)
- Ассоциация «Союз авиационного двигателестроения» (Российская Федерация)
- Корпорация «Научно-производственное объединение А. Ивченко» (Украина)
- Запорожский областной союз промышленников, предпринимателей «Потенциал» (Украина)
- Некоммерческая организация «Союз производителей нефтегазового оборудования Нефтегаз» (Российская Федерация)
- Консорциум «Газотранспортные технологии» (Украина)
- Некоммерческое партнёрство «Союз авиапромышленности» (Российская Федерация)
- Казахско-украинская ассоциация предпринимателей (Республика Казахстан)
- European Aerospace Quality Group (EAQG)[38]

До 2018 года предприятие входило в базу расчёта индекса фондовой биржи ПФТС.

## Экономические показатели
| Год  | Численность сотрудников | Оборот               | Операционная прибыль | Источник      |
| 2010 | 21 860                  |                      |                      | [ 40 ]        |
| 2011 | 23 841                  | 10,044 млрд грн. (▲) | 1,344 млрд грн. (▲)  | [ 41 ]        |
| 2012 | 27 389                  | 7,845 млрд грн. (▼)  | 2,41 млрд грн. (▲)   | [ 42 ] [ 43 ] |
| 2013 | 27 053                  | 8,584 млрд грн. (▲)  | 2,19 млрд грн. (▼)   | [ 43 ]        |
| 2014 | 27 053                  | 10,73 млрд грн. (▲)  | 3,64 млрд грн. (▲)   | [ 44 ] [ 45 ] |
| 2015 | 27 320                  | 13,83 млрд грн. (▲)  | 5,92 млрд грн. (▲)   | [ 46 ] [ 47 ] |
| 2016 | 24 616                  | 10,55 млрд грн. (▼)  | 3,47 млрд грн. (▼)   | [ 48 ] [ 49 ] |
| 2017 | 27 320                  | 15,15 млрд грн. (▲)  | 5,59 млрд грн. (▲)   | [ 1 ]         |

## Награды
Запорожский моторостроительный завод был отмечен следующими государственными наградами:
- Орден Ленина — 1966,
- Орден Трудового Красного Знамени — 1977,
- Орден Октябрьской Революции — 1981.